# 新沃洛德米里夫卡 (卡霍夫卡區)
46°16′27″N 33°47′13″E / 46.27417°N 33.78694°E
新沃洛德米里夫卡（烏克蘭語：Нововолодимирівка）是位於烏克蘭南部的村莊，由赫爾松州卡霍夫卡區的赫里霍里夫卡市鎮負責管轄。該村始建於1872年，面積10平方公里，海拔高度18米，2001年人口161，人口密度每平方公里16.1人。